# Ambulocetidae
Ambulocetidae — родина ранніх китоподібних з Пакистану. Рід Ambulocetus, на честь якого названа родина, є найбільш повним і відомим родом амбулоцетидів завдяки розкопкам 80% повного зразка Ambulocetus natans. Два інші роди родини, Gandakasia та Himalayacetus, відомі лише за зубами та фрагментами нижньої щелепи. Оскільки в них збереглися великі задні кінцівки, колись вважалося, що вони можуть ходити по суші — справді, їхня назва означає «ходячі кити», але останні дослідження показують, що вони могли бути повністю водними, як сучасні китоподібні.

## Опис
Найосновніші з морських китоподібних, амбулоцетиди, жили в мілководних прибережних середовищах, таких як лимани і затоки, але все ще залежали від прісної води на певному етапі свого життя. Деякі характеристики, пов'язані з передачею звуку, виявлені в нижніх щелепах сучасних китів, які були відсутні у пакіцетид, присутні в амбулоцетид. Ймовірно, вони плавали, гребучи своїми великими ногами, що не є дуже ефективним способом пересування, що свідчить про те, що вони влаштовували засідку, а не переслідували здобич. Амбулоцетиди мали вузьку голову з очима, зверненими вбік. Ambulocetus і Gandakasia в основному харчувалися наземною здобиччю, тоді як поєднання значень із низьким вмістом кисню та високим вмістом ізотопу вуглецю свідчить про те, що Himalayacetus споживав прісну воду, але їв морську здобич, отже, він добував собі корм у морському середовищі, але пив прісну воду.

## Філогенетика
Скелет Ambulocetus natans
Скам'янілості амбулоцетид були знайдені в Пакистані вздовж колишнього узбережжя Кіммерії. Осадова фація, в якій були знайдені ці скам'янілості, вказує на те, що амбулоцетиди населяли мілководне, заболочене прибережне морське середовище.
Вважається, що родина відокремилася від більш наземних Pakicetidae. Вважається, що родини Protocetidae і, можливо, Remingtonocetidae, виникли від спільного предка з амбулоцетидами. Разом з Basilosauridae п'ять родин віднесені до підряду Archaeoceti.